# Могилевский, Александр Павлович
Алекса́ндр Па́влович Могиле́вский (1 (13) декабря 1885, Мариуполь — 1980, Москва) — российский и советский художник (акварелист, график, автолитограф, художник экслибриса), книжный иллюстратор. Начинал под влиянием Василия Кандинского и художников его круга как умеренный авангардист, затем вернулся к традиционной живописи и графике. В советское время получил известность как иллюстратор детских книг. В 1940-е годы Александр Могилевский входил в число основных советских иллюстраторов андерсеновских и пушкинских сказок. Одна из иллюстрированных Могилевским новых детских книг, «Приключения Травки» Сергея Розанова, выдержала в СССР 12 изданий.

## Биография
Александр Могилевский родился 1 (13) декабря 1885 года в Мариуполе в небогатой еврейской семье.

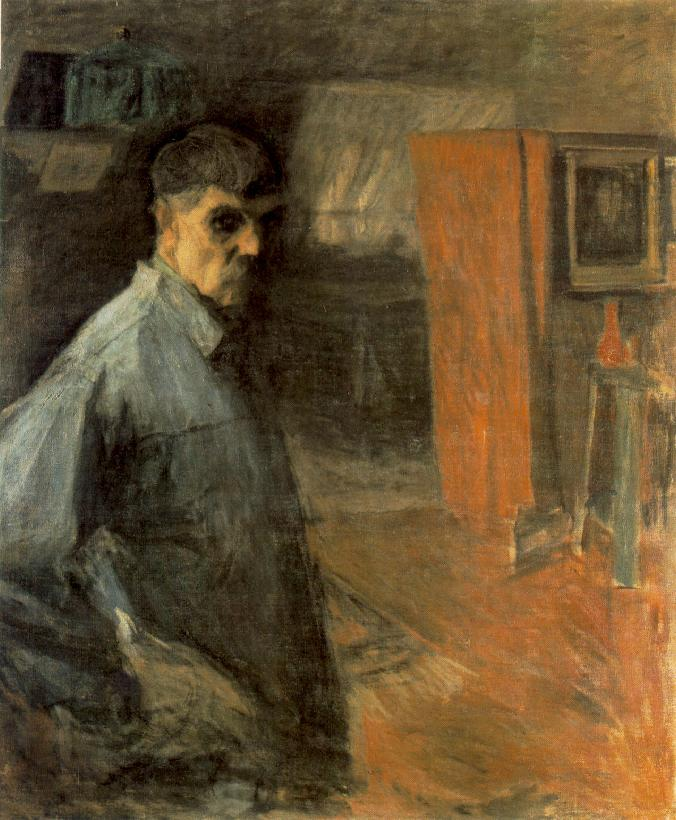
Шимон Холлоши. Автопортрет (1916)

Учась в гимназии, проявил повышенный интерес к рисованию и получил прозвище «наш будущий Куинджи». После получения аттестата зрелости уехал в Мюнхен, где в 1905 году поступил в частную академию Шимона Холлоши. Одновременно с Могилевским у Холлоши учились Владимир Фаворский, Константин Истомин и другие студенты из России. Каждое лето до окончания академии в 1912 году Могилевский ездил домой в Мариуполь, где писал городские пейзажи и Азовское море.

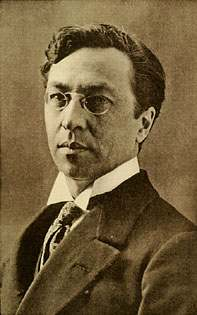
Василий Кандинский (фотография сделана не позже 1913 года)

В Мюнхене Александр Могилевский оказался в центре немецкого авангарда и познакомился с Василием Кандинским и художниками его круга. Вступив в организованное Кандинским «Новое Мюнхенское художественное объединение», в 1910 году Могилевский принял участие во второй и третьей (последней, 1910—1911) выставках объединения в Galerie Thannhauser. Специализацией художника на многие десятилетия вперёд стали акварель и графика.
Немецкий искусствовед Отто Фишер писал в 1912 году о двадцатисемилетнем Могилевском:
Его произведения показывают уверенное мастерство и ярко выраженную индивидуальность. Его картины обладают особенной, глубокой и плавной гармонией, они полны ритмической жизни, они просты и ясны.
В 1912 (по другим, непроверенным, сведениям, в 1921) году Могилевский вернулся в Россию, но до 1914 года продолжал участвовать в выставках в Германии. В России Могилевский естественным образом примкнул к умеренной авангардной среде и в апреле — мае 1913 года принял участие в петербургской выставке «Бубнового валета» с двумя пейзажами и натюрмортом. Две работы художника были выставлены на следующей, московской выставке «Бубнового валета» в феврале — марте 1914 года. В каталогах обеих выставок был указан его мариупольский адрес — Торговая улица, дом Гофа.
С началом Первой мировой войны Могилевский исчез из художественной жизни России и вновь появился в ней только в начале 1920-х годов уже как книжный иллюстратор. Именно в этом качестве Александр Могилевский получил последующую известность в СССР и за рубежом. В конце 1920-х — начале 1930-х годов Могилевский был главным художником и членом художественного совета по книгам для детей Государственного издательства. С начала 1920-х по начало 1950-х годов Александр Могилевский иллюстрировал несколько десятков книг, главным образом детских. После этого времени его деятельность художника книги сошла на нет, а прежние работы не переиздавались.
В 1926—1929 годах Могилевский входил в правление Ассоциации художников-графиков при Доме печати. В 1932 году вступил в Союз художников СССР.
Помимо акварели и графики Александр Могилевский занимался автолитографией и экслибрисами и — в качестве хобби — игрой на скрипке. Единственный раз художник проявил себя и как монументалист: в 1941 году Могилевский совместно с Аполлоном Мануйловым и Ольгой Мануйловой выиграл конкурс на памятник генералу Панфилову во Фрунзе. Это был первый памятник Панфилову, установленный вскоре после его гибели.
В 1930-е годы художник возобновил летние поездки в родной Мариуполь. Результатом этих поездок стали акварельные пейзажи города и Азовского моря и автолитографии, часть которых в настоящее время хранится в фондах Мариупольского краеведческого музея.
В Москве с 1920-х годов до смерти в 1980 году Могилевский жил в коммунальной квартире на первом этаже дома № 21 в Трубниковском переулке; в последние десятилетия жизни он писал, в основном, городские пейзажи акварелью. Урна с прахом художника захоронена в закрытом колумбарии Ваганьковского кладбища.
Основные источники биографических сведений о А. П. Могилевском — книга «У художников» (1972) дружившего с Могилевским писателя Владимира Лидина (в 1925 году Могилевский иллюстрировал книгу рассказов Лидина «Норд») и книга «Евреи Приазовья» (1996) мариупольского краеведа Льва Яруцкого, состоявшего в короткой личной переписке с Могилевским. Фрагменты книги «У художников» Владимира Лидина были использованы в качестве вступительной статьи к каталогу посмертной персональной выставки Александра Могилевского в 1987 году (сам Лидин к тому времени тоже умер).

### Семья
- Жена — Любовь Ивановна Петунникова[15].
  - Приёмная дочь — Лидия Владимировна Курц (1911—?)[16].
    - Внук — Александр Леонидович Курц  (1937—2003), советский и российский химик. Доктор химических наук, заслуженный профессор Московского государственного университета имени М. В. Ломоносова.

## Иллюстрации к детским книгам
При иллюстрировании детских книг Александр Могилевский применял различные технические приёмы, используя в том числе тушь, перо, карандаш, но, будучи одним из лучших акварелистов своего времени, чаще всего работал с цветной и чёрной акварелью.
Следуя давней традиции в иллюстрации детских книг, Могилевский шёл, прежде всего, от текста. В иллюстрациях к японской народной сказке «Длинное имя» (1929) художник использовал нежные краски, характерные для японского рисунка, и придал им занимательность и мягкий юмор. Одновременно в этих иллюстрациях переданы присущие японцам национальные особенности. Столь же достоверны его иллюстрации к книге стихов «Зима» (1933) Зинаиды Александровой, но в их яркости прочитывается уже не Япония, а Россия.
В 1940-е годы Александр Могилевский стал одним из основных советских иллюстраторов андерсеновских и пушкинских сказок. Среди проиллюстрированных им произведений Ханса Кристиана Андерсена — «Соловей», «Снежная королева», «Дикие лебеди», «Новое платье короля».

Обложка книги Сергея Розанова «Приключения Травки» с библиотечными штемпелем и наклейкой (второе издание, идентичное первому; 1929 год)

Иллюстрируя «Новое платье короля», Могилевский «представил портных не жуликами, обманывающими простодушного короля, а умными и хитрыми мастеровыми, которые, не упустив случаи хорошо заработать, зло посмеялись над тупым, самодовольным самодержцем и раболепствующей перед ним знатью». В заключительной сцене художник использовал оптический приём, поместив зрителей на балконе дома, а королевскую процессию далеко под ними. Потеряв в масштабе, она делает естественным и ожидаемым восклицание мальчика «А король-то голый!».
Среди пушкинских произведений, которые иллюстрировал Александр Могилевский — «Бахчисарайский фонтан», «Сказка о золотом петушке», «Сказка о рыбаке и рыбке», «Сказка о царе Салтане», «Руслан и Людмила». Особенность акварельных иллюстраций Могилевского к «Руслану и Людмиле» — их принципиальная недорисованность, позволяющая маленьким читателям дорисовывать иллюстрации самим, следуя собственному воображению.
Одной из лучших оформленных Александром Могилевским книг считается детское издание «Жан-Кристофа» (1930) Ромена Роллана. Для иллюстраций к этой книге художник использовал тушь и сухую кисть, передавая, по наблюдению Михаила Панова, одной-двумя линиями и несколькими прикосновениями кисти «всю гамму переживаний талантливого мальчика, трогательного в хрупкой беззащитности, его любовь к музыке и отвращение к бесконечным экзерсисам, увлечение театром и робость на сцене перед заполнившими зал зрителями».
В 1920-е годы Могилевский чаще иллюстрировал книги своих современников. Повесть Сергея Розанова «Приключения Травки» была впервые издана в 1928 году с иллюстрациями Александра Могилевского и выдержала в СССР до Второй мировой войны двенадцать изданий без смены иллюстратора. Также вышли три издания «Приключений Травки» на иностранных языках, и английское издание получило премию на выставке детской книги в Чикаго. Для знакомства маленьких читателей с окружающим миром (основной посыл автора книги) Могилевский делал зарисовки с натуры, в том числе зарисовки упомянутого в повести вокзала с паровозом и вагонами у перрона.
В 1947 году Александр Могилевский принял участие в иллюстрировании сборника басен Ивана Крылова для «Объединения государственных книжно-журнальных издательств» в числе лучших графиков того времени во главе с Владимиром Фаворским — с которым Могилевский в 1906—1907 годах вместе учился в Мюнхене у Шимона Холлоши.

## Участие в творческих и общественных организациях
- Член «Нового мюнхенского художественного общества»[1]
- Член правления Ассоциации художников-графиков при Доме печати (1926—1929)[1]
- Член общества «4 искусства»[1]
- Член Союза художников СССР (с 1932)[1]
- Почётный член Московского клуба экслибриса[2]

## Выставки

### Персональные выставки
- 1942 — Фрунзе[1]
- 1943 — Выставка акварели, Москва[22]
- 1948 — Москва[1]
- 1987 — «Александр Павлович Могилевский (1885—1980)», Москва[14]
- 2015 — Выставка графики Александра Могилевского (к 130-летию со дня рождения), Мариупольский художественный музей имени Куинджи[23][24]

### Групповые выставки
- 1910 — 2-я выставка «Нового мюнхенского художественного общества», Мюнхен[1]
- 1910—1911 — 3-я выставка «Нового мюнхенского художественного общества», Мюнхен[1]
- 1912 — «Международная художественная выставка», Кёльн[1]
- 1912 — «Новое искусство», Мюнхен, май-сентябрь[1]
- 1912 — 2-я выставка «Новое искусство», Мюнхен, октябрь[1]
- 1913 — Выставка «Бубнового валета», Санкт-Петербург, апрель-май[1]
- 1913 — Первый немецкий осенний салон, Берлин, сентябрь-декабрь[1]
- 1914 — «Новая живопись» («Экспрессионистская живопись»), Дрезден, январь[1]
- 1914 — Выставка «Бубнового валета», Москва, февраль-март[1]
- 1923 — «Русский книжный знак», Казань[1]
- 1925 — «Русский книжный знак в гравюре», Ленинград[1]
- 1926 — 1-я выставка графики, Москва[1]
- 1927 — 2-я выставка графики, Москва[1]
- 1927 — «Искусство книги», Лейпциг—Нюрнберг[1]
- 1928 — 3-я выставка графики, Москва[1]
- 1928 — Выставка общества «4 искусства», Москва[1]
- 1928 — Международная выставка «Пресса», Кёльн[1]
- 1930 — «Современное русское искусство», Вена[1]
- 1930 — Выставка советского искусства, Берлин[1]

## Местонахождение произведений
- Музеи и частные коллекции Западной Европы (ранние произведения)[2]
- Мариупольский краеведческий музей[2]

### Иллюстратор

#### 1920-е годы
- Пришвин М. М. Колобок: [По крайнему северу России и Норвегии] / Рисунки А. Могилевского. — М.: Л. Д. Френкель, 1923. — 256 с.
- Эренбург Илья. Четыре повести о лёгких концах / Обложка А. Могилевского. — М.: Земля и фабрика, 1923. — 96 с. — 3000 экз.
- Ал. Алтаев. На баррикадах: Сборник рассказов из истории Французской революции (XVIII—XIX вв.) / С предисловием В. Н. Залежского; Составитель Ал. Алтаев; Рисунки и обложка А. Могилевского. — М.—Л.: Земля и фабрика, 1924. — 234 с.
- Гюго В. История одного предательства / По В. Гюго в переработке С. А. Иванчиной-Писаревой; Рисунки С. Шумилович; Обложка А. Могилевского; [Предисловие М. Брагинского]. — М.—Л.: Земля и фабрика, 1924. — 174 с. — (Историческая серия).
- Флобер Г. У стен Карфагена: (Восстание наемных войск) / Перевод с французского, с вступительной статьёй и словарём непонятных слов и выражений Александра Левашёва; Обложка художника А. Могилевского. — М.—Л.: Земля и фабрика, 1924. — 228 с. — (Борьба веков / Под редакцией Ал. Алтаева).
- Лидин В. Г. Норд: [Рассказы] / Обложка и графика А. Могилевского. — Л.: Государственное издательство, 1925. — 201 с.
- Абрамов А. Гибель шахмат: Рассказ / Обложка А. Могилевского. — М.: Физкультиздат, 1926. — 48 с. — 5000 экз.
- Ларина Л. Подпольщики / Рисунки А. Могилевского. — М.: Государственное издательство, 1926. — 76 с.
- Барто Павел. Гришкины игрушки: [Рассказ для детей] / Рисунки А. Могилевского. — М.: Государственное издательство, 1927. — 16 с.
- Верёвкин В. На своих на двоих: Повесть / Рисунки А. Могилевского. — М.—Л.: Государственное издательство, 1927. — 154 с. — (Путешествия и приключения).
- Верёвкин В. Страна таёжных троп: [Рассказ] / Рисунки А. Могилевского. — М.—Л.: Государственное издательство, 1927. — 90 с. — (Новая детская библиотека. Средний и старший возраст).
- Верн Жюль. Упрямец Керабан / Перевод с французского под редакцией С. П. Полтавского; Предисловие Н. Фатова; Статья П. Китайгородского («Старая и новая Турция»); Иллюстрации Леона Бенетта; Переплёт и обложка А. Могилевского. — М.—Л.: Земля и фабрика, 1927. — 288 с. — (Жюль Верн. Собрание сочинений в 24 томах (1928—1931). Серия II, том VI). — 7000 экз.
- За барабаном: Сборник рассказов / Участвуют: Ф. Каманин, Н. Клязьминский, Н. Дм-ский, Ал. Алтаев, А. Зилова, С. Кин, Н. Миронов и Н. Ландская; С рисунками художника А. Могилевского. — М.—Л.: Молодая гвардия, 1927. — 247 с.
- Остроумов Л. На паровозе: Рассказы / Рисунки и обложка А. Могилевского. — Л.: Государственное издательство, 1927 (1926). — 86 с. — (Новая детская библиотека. Средний и старший возраст).
- Балаш Б. Живая лазурь: Рассказ / Перевод с немецкого А. Петрова; Рисунки и обложка А. Могилевского. — М.—Л.: Государственное издательство, 1928. — 56 с. — (Для детей среднего возраста).
- Веприцкая Л. Тяб Иваныч с гривенником: [Рассказ] / Рисунки А. Могилевского. — 2-е издание, исправленное. — М.—Л.: Государственное издательство, 1928. — 27 с. — (Для детей младшего возраста).
- Верн Жюль. Пятьсот миллионов бегумы. Архипелаг в огне / Перевод с французского под редакцией С. П. Полтавского; Предисловие к роману «Пятьсот миллионов бегумы» Александра Старчакова; Предисловие к роман «Архипелаг в огне» С. П. Полтавского; Иллюстрации Леона Бенетта; Переплёт и обложка по рисункам А. Могилевского. — М.—Л.: Земля и фабрика, 1928. — 280 с. — (Жюль Верн. Собрание сочинений в 24 томах (1928—1931). Серия I, том Х). — 6000 (дополнительный тираж 5000) экз.
- Верн Жюль. Паровой дом. Чёрная Индия / Роман «Паровой дом»: Предисловие, перевод с французского под редакцией Н. К. Лебедева; Иллюстрации Леона Бенетта. Роман  «Черная Индия»: Перевод с французского под редакцией С. П. Полтавского; Предисловие Александра Старчакова; Иллюстрации Ж. Фера. Переплёт и обложка по рисункам А. Могилевского. — М.—Л.: Земля и фабрика, 1928. — 390 с. — (Жюль Верн. Собрание сочинений в 24 томах (1928—1931). Серия I, том VIII). — 7000 (дополнительный тираж 1929 года 5000) экз.
- Верн Жюль. Школа робинзонов. Деревня в воздухе / Перевод с французского под редакцией С. П. Полтавского; Предисловие Александра Старчакова; Статья С. П. Полтавского («Происхождение человека»); Переплёт и обложка по рисункам А. Могилевского. — М.—Л.: Земля и фабрика, 1928. — 256 с. — (Жюль Верн. Собрание сочинений в 24 томах (1928—1931). Серия I, том VI). — 7000 экз.
- Верн Жюль. В стране мехов / Предисловие А. Старчакова; С 38 рисунками Ж. Фера и Борепера; Переплёт и обложка по рисункам А. Могилевского. — М.—Л.: Земля и фабрика, 1928. — 256 с. — (Жюль Верн. Собрание сочинений в 24 томах (1928—1931). Серия I, том V). — 7000 экз.
- Мексин Я. Кто катался на машине: [Для младшего школьного возраста] / Картинки А. Могилевского. — М.: Государственное издательство, 1928. — 23 с. — 20 000 экз.
- Пастухов П. На траву, на солнышко / Рисунки А. Могилевского. — М.: Государственное издательство, 1928. — 14 с.
- Розанов С. Приключения Травки: Большая повесть для маленьких детей / Рисунки А. Могилевского. — М.—Л.: Государственное издательство, 1928. — 63 с. — (Для детей младшего возраста).
- Веприцкая Л. Тяб Иваныч / Рисунки А. Могилевского. — 3-е издание, исправленное. — М.: Государственное издательство, 1929. — 27 с.
- Верн Жюль. Из пушки на Луну. Вверх дном / Перевод с французского, под редакцией, с примечаниями и научно-популярными очерками Я. Перельмана; Предисловие Александра Старчакова; С 35 рисунками художников: де Монто, Э. Баяра, де Невилля и Жоржа Ру; Переплёт и обложка по рисункам А. Могилевского. — М.—Л.: Земля и фабрика, 1929. — 392 с. — (Жюль Верн. Собрание сочинений в 24 томах (1928—1931). Серия II, том I). — 5000 экз.
- Верн Жюль. Ледяной сфинкс / Предисловие И. Яковлева; Издание иллюстрировано 37 рисунками Жоржа Ру; Переплёт и обложка А. Могилевского. — М.—Л.: Земля и фабрика, 1929. — 340 с. — (Жюль Верн. Собрание сочинений в 24 томах (1928—1931). Серия II, том XI).
- Верн Жюль. Путешествие к центру земли. Плавающий город / Перевод с французского под редакцией М. Зенкевича («Путешествие к центру земли»); Перевод с французского под редакцией и с примечаниями С. Полтавского («Плавающий город»); Предисловие В. Обручева; Очерк Н. Лебедева («От первобытного челнока, до современного „плавающего города“»); С 80 рисунками Э. Риу и Ж. Фера; Переплёт и обложка по рисункам А. Могилевского. — М.—Л.: Земля и фабрика, 1929. — 265 с. — (Жюль Верн. Собрание сочинений в 24 томах (1928—1931). Серия I, том IX). — 7000 экз.
- Верн Жюль. Завещание чудака / Перевод с французского под редакцией С. Полтавского («Плавающий город»); Предисловие Н. Яковлева; С 66 рисунками Ж. Ру; Переплёт и обложка по рисункам А. Могилевского. — М.—Л.: Земля и фабрика, 1929. — 284 с. — (Жюль Верн. Собрание сочинений в 24 томах (1928—1931). Серия I, том XII).
- Владимирский В. К. Голова в клетке: Рассказы из жизни Западного Китая / Рис. А. Могилевского. — М.—Л.: Государственное издательство, 1929. — 51 с.
- Длинное имя: Японская народная сказка: [Для младшего школьного возраста] / Пересказали с японского А. Лейферта и Я. Мексин; Картинки А. Могилевского. — М.: Государственное издательство, 1929. — 11 с.
- Розанов С. Приключения Травки: Большая повесть для маленьких детей / Рисунки А. Могилевского. — 2-е издание. — М.—Л.: Государственное издательство, 1929. — 64 с. — (Для детей младшего возраста).

#### 1930-е годы
- 1930. [Т.] 4: Ошибка одинокого бизона: Повесть / Перевод с английского А. В. Кривцовой; Рисунки и обложка А. Могилевского. — 1930. — 174 с.
- Флажки на штыках: Сборник к Октябрю: [Для детей] / Рисунки А. Могилевского. — М.: Государственное издательство, 1930. — 25 с.
- Розанов С. Приключения Травки: Большая повесть для маленьких детей / Рисунки А. Могилевского. — 3-е издание. — М.—Л.: Государственное издательство, 1930. — 63 с. — (Для детей младшего возраста).
- Роллан Ромен. Жан-Кристоф / Перевод и обработка А. С. Соколовой; Рисунки А. Могилевского. — М.—Л.: Государственное издательство, 1930. — 45 с. — (Для детей младшего возраста).
- Кэроти А. Его первая маевка: Рассказ [Для детей среднего возраста] / Рисунки А. Могилевского. — М.—Л.: Государственное издательство, 1931. — 14 с.
- Могилевский А. Ловецкий колхоз: [Книжка-картинка]. — М.: ОГИЗ, Молодая гвардия, 1931. — 12 с.
- Розанов С. Приключения Травки: Большая повесть для маленьких детей / Рисунки А. Могилевского. — 4-е издание. — М.: ОГИЗ, Государственное издательство юношеской и детской литературы «Молодая гвардия», 1931. — 63 с.
- Трофимова А. Экскаваторы и краны: [Стихи для детей младшего возраста] / Рис. А. Могилевского. — М.: ОГИЗ, Молодая гвардия, 1931. — 16 с.
- Трофимова А. Экскаваторы и краны: [Стихи для детей] / Рисунки А. Могилевского. — 2-е издание. — М.: ОГИЗ, Молодая гвардия, 1932. — 16 с.
- Александрова З. Зима: [Стихи]: Для дошкольного возраста / Ил. А. Могилевский. — М.: Молодая гвардия, 1933. — 15 с.
- Миндлин Эм. Не может быть!: [Рассказ]: Для детей младшего возраста / Рисунки А. Могилевского. — М.—Л.: Молодая гвардия, 1933. — 32 с.
- Розанов С. Приключения Травки: [Повесть] / Рисунки А. Могилевского. — 5-е издание. — М.: Молодая гвардия, 1933. — 63 с.
- Розанов С. Приключения Травки: [Повесть] / Рисунки А. Могилевского. — 6-е издание. — М.: Молодая гвардия, 1933. — 63 с.
- Верн Жюль. 80000 километров под водой. Том 1 / Перевод с французского И. Петрова; Иллюстрации по рисункам художников Риу и де Невилля; Переплет, форзац и суперобложка по рисункам А. Могилевского. — М.: Государственное издательство детской литературы, 1934. — 400 с. — (Необычайные путешествия). — 50 000 экз.
- Верн Жюль. 80000 километров под водой. Том 1 / Перевод с французского И. Петрова; Иллюстрации по рисункам художников Риу и де Невилля; Переплет, форзац и суперобложка по рисункам А. Могилевского. — М.: Государственное издательство детской литературы, 1934. — 464 с. — (Необычайные путешествия). — 50 000 экз.
- Верн Жюль. Таинственный остров. Том 1 / Перевод с французского И. Петрова; Иллюстрации по рисункам художника Ж. Фера; Переплет и форзац по рисункам А. Могилевского. — М.: Государственное издательство детской литературы, 1934. — 360 с. — (Необычайные путешествия). — 50 000 экз.
- Верн Жюль. Таинственный остров. Том 1 / Перевод с французского И. Петрова; Иллюстрации по рисункам художника Ж. Фера; Переплет и форзац по рисункам А. Могилевского. — М.: Государственное издательство детской литературы, 1934. — 368 с. — (Необычайные путешествия). — 50 000 экз.
- Верн Жюль. Таинственный остров. Том 3 / Перевод с французского И. Петрова; Иллюстрации по рисункам художника Ж. Фера; Переплет и форзац по рисункам А. Могилевского. — М.: Государственное издательство детской литературы, 1934. — 360 с. — (Необычайные путешествия). — 50 000 экз.
- Верн Жюль. Дети капитана Гранта. Том 1 / На титульном листе указан перевод А. Бекетовой, в выходных данных — И. Петрова; Иллюстрации по рисункам художника Риу; Переплет и форзац по рисункам А. Могилевского. — М.: Государственное издательство детской литературы, 1934. — 279 с. — (Необычайные путешествия). — 50 000 экз.
- Верн Жюль. Дети капитана Гранта. Том 2 / На титульном листе указан перевод А. Бекетовой, в выходных данных — И. Петрова; Иллюстрации по рисункам художника Риу; Переплет и форзац по рисункам А. Могилевского. — М.: Государственное издательство детской литературы, 1934. — 279 с. — (Необычайные путешествия). — 50 000 экз.
- Верн Жюль. Дети капитана Гранта. Том 3 / На титульном листе указан перевод А. Бекетовой, в выходных данных — И. Петрова; Иллюстрации по рисункам художника Риу; Переплет и форзац по рисункам А. Могилевского. — М.: Государственное издательство детской литературы, 1934. — 247 с. — (Необычайные путешествия). — 50 000 экз.
- Розанов С. Приключения Травки: Повесть для детей младшего возраста / Рисунки А. Могилевского. — 7-е издание. — М.: Государственное издательство детской литературы, 1934. — 63 с.
- Розанов С. Приключения Травки: [Повесть]: Для детей младшего возраста. — 8-е издание. — М.: Детгиз, 1935. — 63 с.
- Розанов Сергей. Приключения Травки: [Повесть]: Для младшего возраста / Рисунки А. Могилевского. — 9-е издание. — М.—Л.: Детиздат, 1936. — 90 с.
- Роллан Ромен. Жан-Кристоф: Для младшего и среднего возраста / Перевод и обработка А. С. Соколовой; Рисунки А. Могилевского. — М.—Л.: Детиздат, 1936. — 32 с. — (Книга за книгой).
- Горький М. Сказки об Италии / Рисунки А. Могилевского. — М.—Л.: Детиздат, 1937. — 64 с.
- Роллан Ромен. Жан-Кристоф: Для младшего и среднего возраста / Перевод и обработка А. С. Соколовой; Рисунки А. Могилевского. — 2-е издание. — М.—Л.: Государственное издательство, 1937. — 32 с. — (Книга за книгой).
- Куприн А. И. Слон: Для младшего возраста / Рисунки А. Могилевского. — М.—Л.: Детиздат, 1938. — 16 с. — (Книга за книгой).
- Лондон Джек. Рассказы: Для начальной школы / Перевод под редакцией Д. Горфинкеля; Ил. А. Могилевский. — М.—Л.: Детиздат, 1938. — 88 с. — (Школьная библиотека).
- Розанов Сергей. Приключения Травки: [Повесть] / Рисунки А. Могилевского. — 10-е издание, дополненное. — М.—Л.: Детиздат, 1938. — 95 с. — (Школьная библиотека. Для начальной школы).

#### 1940-е годы
- Андерсен Г. Х. Соловей: [Сказка]: Для младшего возраста / Перевод М. Полиевктовой; Рисунки А. Могилевского. — М.—Л.: Детиздат, 1940. — 16 с. — (Книга за книгой).
- Вольский С. Адемиркан-богатырь: Кабардинские сказки: Обработка для детей по фольклорным материалам: [Для младшего возраста] / Рисунки А. Могилевского. — М.—Л.: Детиздат, 1940. — 136 с.
- Лагерлёф С. Чудесное путешествие Нильса с дикими гусями / В свободной обработке З. Задунайской и А. Любарской; Рисунки А. Могилевского. — М.—Л.: Детиздат, 1940. — 126 с. — 50 000 экз.
- Пушкин А. Сказка о золотом петушке: [Для младшего возраста] / Рисунки А. Могилевского. — М.—Л.: Детиздат, 1940. — 16 с. — (Книга за книгой).
- Розанов Сергей. Приключения Травки: Повесть: [Для младшего возраста] / Рисунки А. Могилевского. — 11-е изд. — М.—Л.: Детиздат, 1940. — 104 с.
- Андерсен Г. Х. Новое платье короля: [Сказка]: Для дошкольного возраста / [Перевод с датского А. Ганзен и П. Ганзена]; Рисунки А. Могилевского. — М.—Л.: Детиздат, 1941. — 16 с. — (Маленькая библиотека).
- Андерсен Г. Х. Снежная королева: [Сказка]: [Для младшего возраста] / Перевод с датского А. Ганзен; Под редакцией М. Полиевктовой; Рисунки А. Могилевского. — М.—Л.: Детиздат, 1941. — 32 с. — (Книга за книгой).
- Лагерлёф С. Чудесное путешествие Нильса а дикими гусями: Для младшего возраста / Сказочная повесть Сельмы Лагерлёф в свободной обработке З. Задунайской и А. Любарской; Рис. А. Могилевского. — 21-е изд. — М. - Л.: Детиздат, 1941. — 136 с.
- Дорога в Литву: Сборник стихов литовских поэтов / Перевод и составление С. Мар; Вступительная статья народного комиссара просвещения Литовской ССР Ю. И. Жюгжда («В борьбе за свободу»); Ил. А. П. Могилевский. — М.: Молодая гвардия, 1944. — 128 с.
- Пушкин А. Сказка о рыбаке и рыбке: [Для дошкольного возраста] / Ил. А. Могилевский. — М.: Издательство и фабрика детской книги Детгиза, 1944. — 15 с.
- Пушкин А. Сказка о рыбаке и рыбке: [Для III-IV классов нерусских школ] / Рисунки А. Могилевского. — М.—Л.: Издательство и фабрика детской книги Детгиза, 1944. — 16 с. — (Школьная библиотека).
- Пушкин А. С. Сказки: [Для начальной школы] / Ил. А. Могилевского. — М.—Л.: Детгиз, 1944. — 96 с. — (Школьная библиотека).
- Андерсен Г. Х. Снежная королева: Сказка в семи историях: [Для младшего возраста] / [Перевод с датского А. Ганзен]; [Рисунки А. Могилевского]. — М.—Л.: Издательство и фабрика детской книги Детгиза, 1945. — 48 с. — (Первая библиотечка школьника).
- Андерсен Г. Х. Дикие лебеди: [Сказка]: [Для дошкольного возраста]: [Для младшего возраста] / [Пер. А. Ганзен]; Рисунки А. Могилевского. — М.—Л.: Издательство и фабрика детской книги Детгиза, 1945. — 24 с.
- Андерсен Г. Х. Новое платье короля: [Сказка]: [Для дошкольного возраста] / Рисунки А. Могилевского. — М.—Л.: Издательство и фабрика детской книги Детгиза, 1945. — 15 с.
- Верзилин Н. По следам Робинзона: [О тайнах лесных растений]: [Для старшего возраста] / Ил. П. Пастухов и А. Могилевский. — М.—Л.: Издательство и фабрика детской книги Детгиза, 1946. — 191 с.
- Костер Шарль де. Легенда об Уленшпигеле и Ламме Гудзаке, их приключениях отважных, забавных и достославных во Фландрии и иных странах. — Перевод с французского А. Г. Горнфельда; Вступ. статья («Легенда об Уленшпигеле») Е. Гальпериной; Ил. А. Могилевский. — М.: Гослитиздат, 1946. — 543 с.
- Крылов И. А. Осёл и соловей / Ил. А. Могилевский // Басни / Ил. В. Фаворский, А. Каневский, А. Гончаров, В. Баюскин, Ф. Константинов, П. Алякринский, Д. Моор, Н. Ильин, А Могилевский и др.. — М.: ОГИЗ, 1947. — С. 37—40. — 112 с.
- Лермонтов М. Ю. Ашик-Кериб: [Турецкая сказка]: [Для начальной школы] / Рисунки А. Могилевского. — М.—Л.: Издательство и фабрика детской книги Детгиза, 1947. — 24 с. — (Школьная библиотека для нерусских школ).
- Пушкин А. С. Бахчисарайский фонтан / Ил. А. П. Могилевского. — М.: Гослитиздат, 1947. — 39 с.
- Горький М. Сказки об Италии / Ил. А. Могилевский. — М.: Гослитиздат, 1948. — 127 с.
- Пушкин А. Сказка о царе Салтане, о сыне его славном и могучем богатыре князе Гвидоне Салтановиче и о прекрасной царевне Лебеди: [Для начальной школы] / Ил. А. Могилевский. — М.—Л.: Издательство и фабрика детской книги Детгиза, 1948. — 56 с. — (Школьная библиотека для нерусских школ).
- Пушкин А. С. Бахчисарайский фонтан / Ил. А. П. Могилевский. — М.: Гослитиздат, 1949. — 39 с.
- Пушкин А. С. Руслан и Людмила: Поэма [Для среднего и старшего возраста] / Рисунки А. Могилевского. — М.—Л.: Издательство и фабрика детской книги Детгиза, 1949. — 52 с.

#### 1950-е годы
- Горький М. Сказки об Италии / Ил. А. Могилевский. — М.: Гослитиздат, 1950. — 152 с.
- Лермонтов М. Ашик-Кериб: [Турецкая сказка] / Рисунки А. Могилевского. — М.—Л.: Детгиз, 1951. — 32 с. — (Школьная библиотека для нерусских школ. [Для начальной школы]).
- Пушкин А. С. Стихи / Ил. Б. Дехтерев, Г. Никольский, А. Могилевский. — М.—Л.: Детгиз, 1953. — 32 с. — (Школьная библиотека для нерусских школ. [Для начальной школы]).

### Автор
- Могилевский А. Ловецкий колхоз: [Книжка-картинка]. — М.: ОГИЗ, Молодая гвардия, 1931. — 12 с.

## Комментарии
1. ↑  Сам Фаворский, вспоминая учёбу у Холлоши, Могилевского среди других русских студентов не вспомнил: «У Холоши русских всегда было довольно много. При мне у Холлоши из русских были: я, Истомин, Розенфельд, Баранов, Коровин, Кравченко, Орнатская, Грузенберг и другие, из армян Птерос Томборов, Нина Есаева, Нина Бебутова. Кравченко был очень недолго, он ушёл после первого столкновения с Холлоши, …Одно лето у Холлоши был Всеволод Сергеевич Шервуд и другие — Т. Грушевская и С. Тиль» (Цит. по: Воронова О. И. Вера Игнатьевна Мухина. — М.: Искусство, 1976. — (Жизнь в искусстве).).
2. ↑  Нет никаких данных о том, чем Могилевский занимался с 1914-го по 1921 год.
3. ↑  Сведения из книги Льва Яруцкого «Евреи Приазовья», касающиеся мариупольского периода Могилевского, были использованы, в частности, Андреем Сарабьяновым в статье об Александре Могилевском для «Энциклопедии русского авангарда» (см.: Сарабьянов А. Д. Могилевский Александр Павлович // Энциклопедия русского авангарда: Изобразительное искусство. Архитектура / Авторы-составители В. И. Ракитин, А. Д. Сарабьянов; Научный редактор А. Д. Сарабьянов. — М.: RA, Global Expert & Service Team, 2013. — Т. II: Л—Я. — С. 138. — ISBN 978-5-902801-11-5.).